# Воля-Просперова
Воля-Просперова (пол. Wola Prosperowa) — село в Польщі, у гміні Опорув Кутновського повіту Лодзинського воєводства.
Населення — 43 особи (2011).
У 1975-1998 роках село належало до Плоцького воєводства.

## Демографія
Демографічна структура станом на 31 березня 2011 року:
|          | Загалом | Допрацездатний вік | Працездатний вік | Постпрацездатний вік |
| -------- | ------- | ------------------ | ---------------- | -------------------- |
| Чоловіки | 24      | 4                  | 18               | 2                    |
| Жінки    | 19      | 2                  | 11               | 6                    |
| Разом    | 43      | 6                  | 29               | 8                    |